# Топаз Лејк (Невада)
Топаз Лејк (енгл. Topaz Lake) насељено је место без административног статуса у америчкој савезној држави Невада.

## Демографија
По попису из 2010. године број становника је 157.
| Група             | 2000.    | 2010.       |
| Белци             | 0 (0,0%) | 128 (81,5%) |
| Афроамериканци    | 0 (0,0%) | 1 (0,6%)    |
| Азијати           | 0 (0,0%) | 1 (0,6%)    |
| Хиспаноамериканци | 0 (0,0%) | 17 (10,8%)  |
| Укупно            | 0        | 157         |